# Apoglaesoconis cherylae
Apoglaesoconis cherylae is een insect uit de familie van de dwerggaasvliegen (Coniopterygidae), die tot de orde netvleugeligen (Neuroptera) behoort. 
De wetenschappelijke naam Apoglaesoconis cherylae is voor het eerst geldig gepubliceerd door Engel in 2002.